# Deutsches Theater Berlin

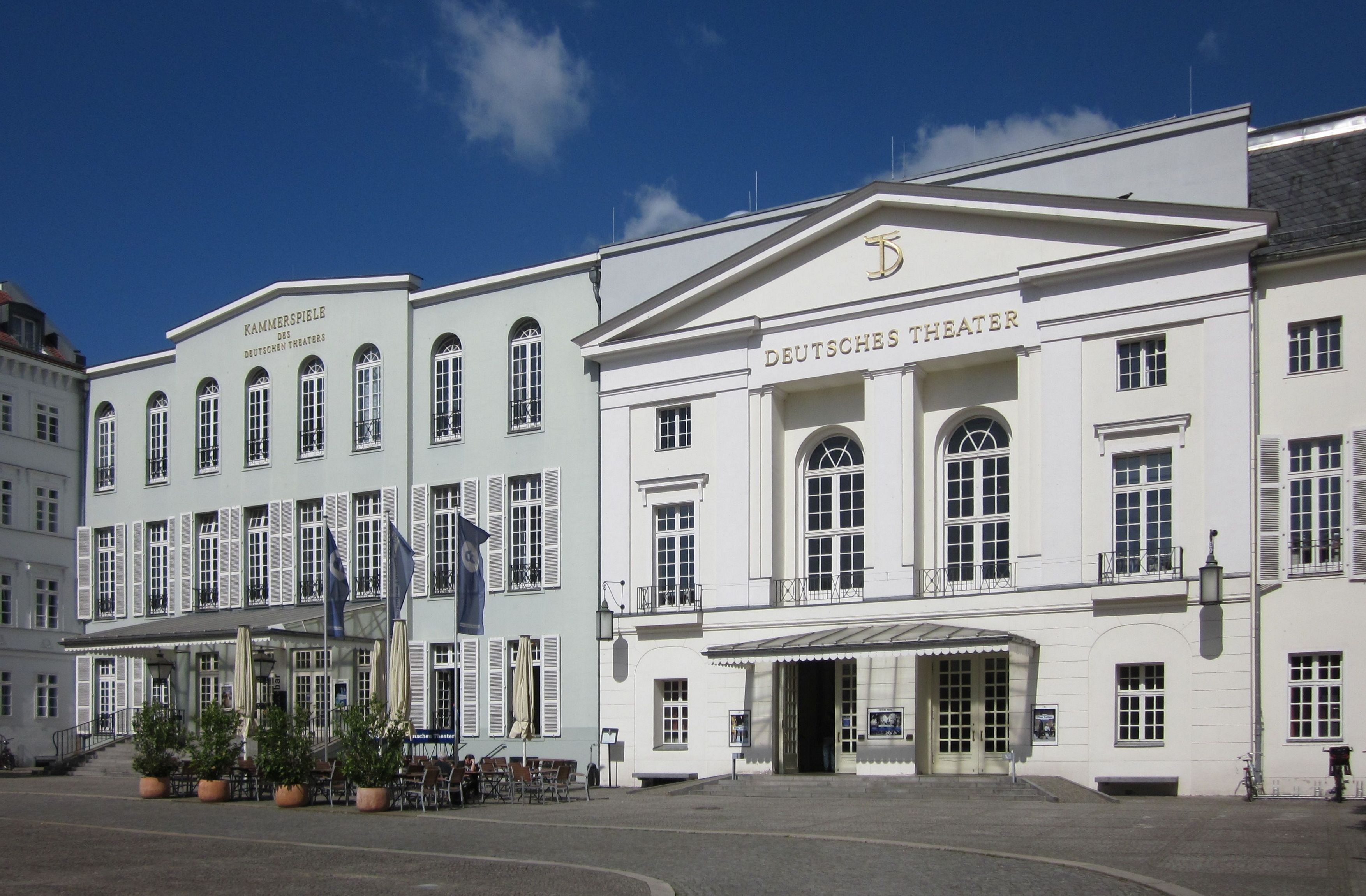
Kammerspiele (links) und
Deutsches Theater (rechts), 2011

Das Deutsche Theater (DT) in der Friedrich-Wilhelm-Stadt im Ortsteil Mitte (Bezirk Mitte) an der Schumannstraße in Berlin wurde 1850 als Friedrich-Wilhelm-Städtisches Theater eröffnet und pflegte zunächst ein Unterhaltungsrepertoire. Ab dem Ende des 19. Jahrhunderts war es eine privat geführte und finanzierte Bühne mit bildungsbürgerlichem Spielplan. Im 20. Jahrhundert diente es überwiegend der Aufführung von Schauspielen, mit einem großen Anteil klassischer Stücke und eher konservativem Publikum. Seit den 1990er-Jahren gehört es zu den vier subventionierten, als Regiebetriebe geführten Sprechbühnen Berlins.

## Geschichte

### Possentheater
Das Gebäude des Theaters wurde 1849/1850 von Eduard Titz im Auftrag von Friedrich Wilhelm Deichmann geplant und unter seiner Leitung gebaut. Deichmann betrieb ein Casino, in dessen Garten bereits im Sommer eine kleinere Bühne erfolgreich Lustspiele und Possen darbot. Das neue Gebäude eröffnete 1850 unter dem Namen Friedrich-Wilhelm-Städtisches Theater mit rund 600 Plätzen. Die Theatermacher verfolgten einen volkstümlich-unterhaltenden Anspruch, in einer Zeit, als das Königsstädtische Theater – mit ursprünglich derselben Zielsetzung – am Ende war. Ab 1860 wurden hier auch Operetten aufgeführt. Das Woltersdorff-Theater, das sich ab 1883 Neues Friedrich-Wilhelm-Städtisches Theater nannte, wurde wegen der Namensähnlichkeit oft mit diesem neuen Possentheater verwechselt.

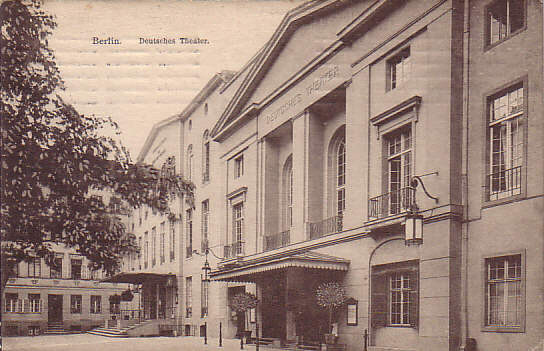
Kammerspiele (links) und Deutsches Theater (rechts), ca. 1903
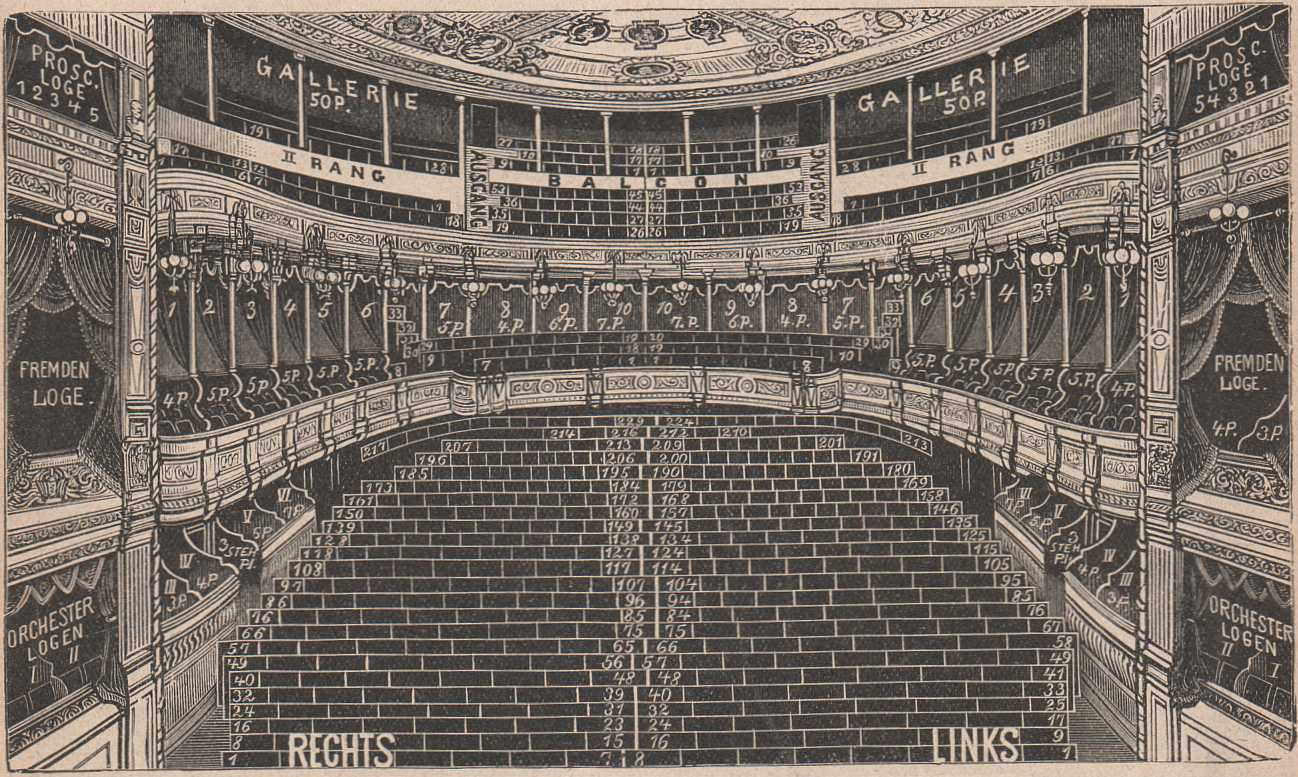
Deutsches Theater Innenansicht mit Bestuhlung (1912)
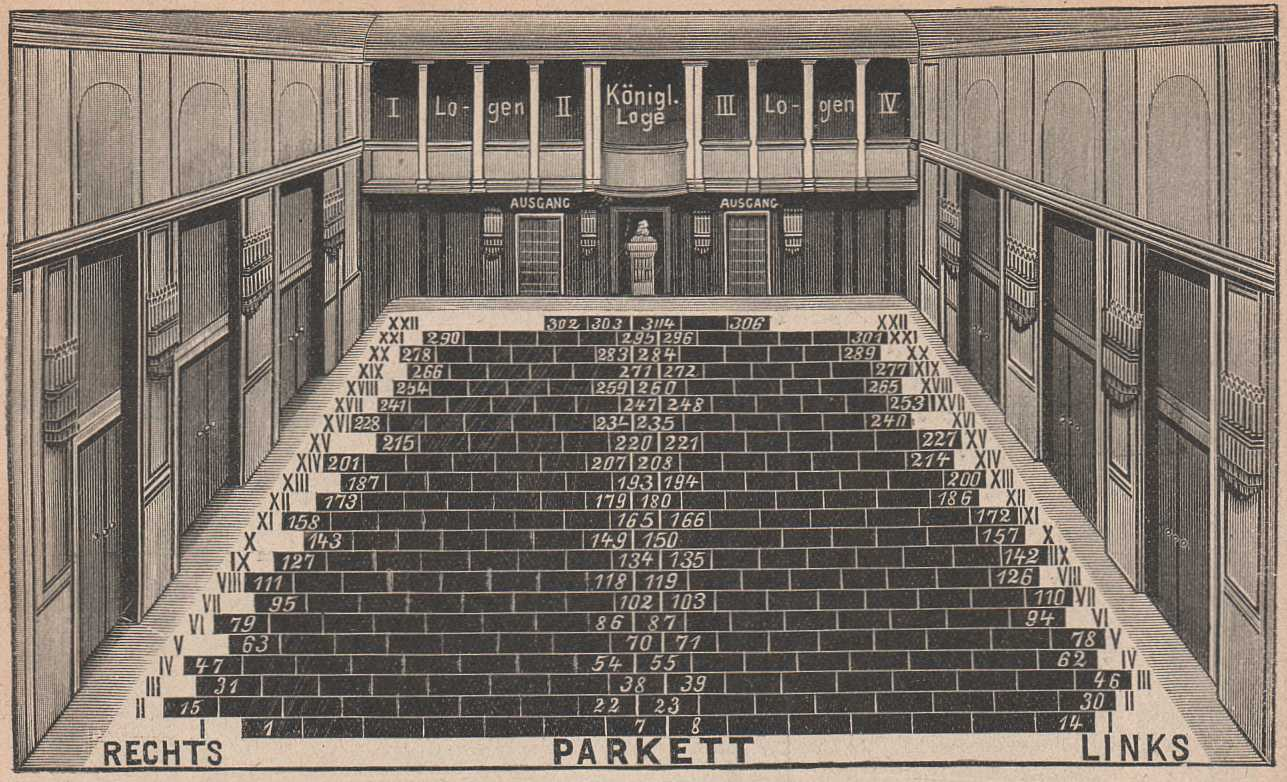
Kammerspiele Innenansicht mit Bestuhlung (1912)

### Abwendung von der Unterhaltung
1883 begründete der Schriftsteller und Theaterkritiker Adolph L’Arronge mit einer Gruppe vermögender Schauspieler ein Theater mit einem anspruchsvolleren Programm, das die beliebten volkstümlichen Stücke mit Klassikern mischte. Er leitete dieses Deutsche Theater, das nun das Wilhelmstädtische Gebäude übernahm, bis 1894 selbst. Ihm folgte von 1894 bis 1903 Otto Brahm. Brahm, der als Kritiker noch gegen L’Arronge eingewandt hatte, dieser habe zu wenig „gute Stücke“ inszeniert, brachte neben der Aufführung der Klassiker nun auch zeitgenössische Stücke des Naturalismus auf die Bühne und setzte Autoren wie Gerhart Hauptmann, August Strindberg und Arthur Schnitzler durch.

### Ära Reinhardt
Ab 1905 übernahm der schon 1895 als Schauspieler engagierte Max Reinhardt die Leitung des Hauses, das er 1906 auch erwarb. 1906 ließ Reinhardt einen 1850 ebenfalls von F. W. Deichmann auf dem Nachbargrundstück erbauten Ballsaal durch William Müller zu einem weiteren Theater umbauen, das noch im gleichen Jahr als Kammerspiele eröffnet wurde. In engerem Rahmen und privat anmutender Atmosphäre sollte hier die damalige dramatische Moderne einem breiteren Publikum zugänglich gemacht werden. Für die Ausstattung der Lobby der Kammerspiele schuf Edvard Munch den zwölf Gemälde umfassenden Reinhardt-Fries, eine Variation seines so genannten Lebensfrieses.

### Zeit des Nationalsozialismus
Am 4. April 1933 verkündete die mit der Machtübernahme Hitlers neu angetretene Direktion Achau und Neft des Reinhardt gehörenden Theaters, dass sie Max Reinhardt nach einer Besprechung mit dem Kommissar z. b. V. Hans Hinkel aus dem preußischen Kultusministeriums entlassen habe. Hinkel war ein einflussreicher NSDAP-Politiker, der auch eine wichtige Rolle im Kampfbund für deutsche Kultur spielte. Vom 1. März 1933 bis Juni 1934 war Carl Ludwig Duisberg Direktor des Deutschen Theater Berlin. Heinz Hilpert wurde ab 1934 Intendant und führte das Haus durch die Zeit des Nationalsozialismus bis zur Schließung 1944 infolge alliierter Bombardierung. Dem Schauspieler Bruno Hübner war es zu verdanken, dass das Haus nicht vollständig abbrannte.
Verglichen mit seinem Hauptkonkurrenten – dem repräsentativen Staatstheater am Gendarmenmarkt – war das Deutsche Theater Reinhardts und Hilperts eine Bühne der feinen Nuancen und der leisen Töne mit einem klassisch-humanistischen Programm.

### 1945 bis zum Ende der DDR

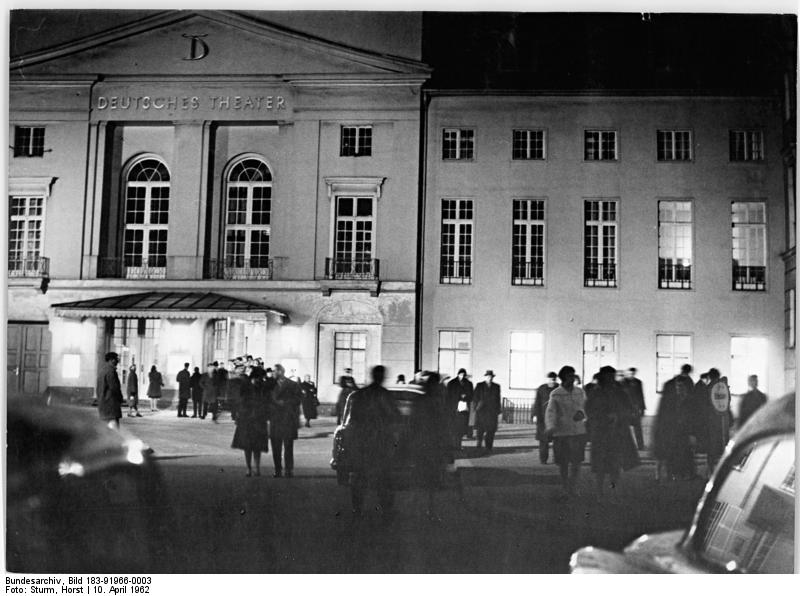
Deutsches Theater 1962

Am 7. September 1945 wurde das Theater unter dem aus der sowjetischen Emigration zurückgekehrten Kommunisten Gustav von Wangenheim wiedereröffnet. Die Berliner standen nach Karten für die erste Aufführung nach dem Ende des Krieges an, es gab Lessings Nathan der Weise und die deutsche Erstaufführung von Unsere kleine Stadt von Thornton Wilder. Nach von Wangenheim war Wolfgang Langhoff von 1946 bis 1963 Intendant, der zu einer Polarisierung zwischen Ost- und West-Berliner Theatern beitrug.
Von 1949 bis 1954 beherbergte das Deutsche Theater Bertolt Brechts Berliner Ensemble als Gast unter der Intendanz von Helene Weigel. Die Inszenierung von Brechts Mutter Courage und ihre Kinder gilt bis heute als eine der bedeutendsten Theateraufführungen der Nachkriegszeit. Der legendäre Planwagen aus der Inszenierung vom 11. Januar 1949 und die Kostüme von Helene Weigel, die in dieser Aufführung zum ersten Mal die Rolle der Mutter Courage spielte, sind im Brecht-Weigel-Haus in Buckow ausgestellt.
Nach Langhoffs Zerwürfnis mit den Kulturverantwortlichen im Zentralkomitee der SED folgten ihm Wolfgang Heinz (1963–1970), Hanns Anselm Perten (1970–1972), Gerhard Wolfram (1972–1982), Rolf Rohmer (1982–1984) und Dieter Mann (1984–1991) als Intendanten.
Von vielen erfolgreichen Inszenierungen dieser Ära ragen zwei Arbeiten des Regisseurs Benno Besson heraus: Die Uraufführung der Aristophanes-Komödie Der Frieden in der Fassung von Peter Hacks mit 45 Minuten Schlussapplaus und 16 Vorhängen am 14. Oktober 1962 sowie die DDR-Erstaufführung von Jewgeni Schwarz’ Märchenparabel Der Drache, die mit 580 Vorstellungen seit ihrer Premiere am 21. März 1965 über 16 Jahre lang auf dem Spielplan blieb.
Im Jahr 1989 beteiligten sich auch DT-Schauspieler an der Demonstration auf dem Berliner Alexanderplatz, die als Meilenstein der friedlichen Revolution in der DDR gilt.
Außer für Theateraufführungen dienten das Deutsche Theater und die angeschlossenen Kammerspiele auch als anspruchsvoller Veranstaltungsraum für Konferenzen oder Jugendweihefeiern.

### Nach der Wende
Nach der Wende übernahm Wolfgang Langhoffs Sohn Thomas Langhoff die Intendanz des Theaters (1991–2001). Von 2001 bis 2008 leitete Bernd Wilms das DT. Unter seiner Leitung entwickelte sich das Haus erneut zu einer der führenden Bühnen des Landes. Besonders die vier festen Regisseure Barbara Frey, Dimiter Gotscheff, Jürgen Gosch und Michael Thalheimer wirkten prägend. Thalheimer war von 2005 bis 2008 Mitglied der Künstlerischen Leitung des Hauses. In der Spielzeit 2008/09 war Oliver Reese interimistisch Intendant. Ab der Spielzeit 2009/2010 übernahm Ulrich Khuon die Intendanz.
2005 wurde das DT als „Theater des Jahres“ ausgezeichnet. Die Produktionen Wer hat Angst vor Virginia Woolf? von Edward Albee (Regie: Jürgen Gosch), Die Orestie von Aischylos (Regie: Michael Thalheimer), sowie im Jahr 2008 Die Ratten von Gerhart Hauptmann (Regie: Michael Thalheimer) und Anton Tschechows Onkel Wanja (Regie: Jürgen Gosch) wurden zum Berliner Theatertreffen, dem jährlichen Best of-Festival der deutschsprachigen Bühnen, eingeladen. 2008 bekam das DT insgesamt 6 von 9 Auszeichnungen: Es wurde „Theater des Jahres“, Jürgen Goschs Version Onkel Wanja ist die „Inszenierung des Jahres“ und zeigt auch die Schauspieler des Jahres: Für ihre Darstellung der Jelena sowie für ihre Frau John in Die Ratten wählte die Jury Constanze Becker zur „Schauspielerin des Jahres“. Ulrich Matthes als Wanja und Jens Harzer als Astrow teilen sich den Titel „Schauspieler des Jahres“. Olaf Altmanns Bühnenbild für Die Ratten wurde zum „Bühnenbild des Jahres“ gekürt. Niklas Kohrt spielt den Bruno Mechelke in Die Ratten und ist „Nachwuchsschauspieler des Jahres“.
Ensemblemitglieder wie Nina Hoss, Ulrich Matthes und Niklas Kohrt wurden mit Darsteller-Preisen geehrt. Internationale Preise gingen an Gastspiele wie Emilia Galotti von Gotthold Ephraim Lessing (Regie: Michael Thalheimer) und Lolita von Vladimir Nabokov (Regie: Oliver Reese).

### Beschreibung
Das Deutsche Theater beherbergt drei Bühnen: Das Große Haus mit ca. 600 Plätzen in einem Saal von 1850 mit überwiegend klassischem Repertoire, die Kammerspiele mit ca. 230 Plätzen (1906 von Max Reinhardt in modernem Design eingerichtet), die sich zeitgenössischer und moderner Dramatik widmen und die 2006 neu eröffnete Box – ein kompakter Raum im Foyer der Kammerspiele mit achtzig Zuschauerplätzen für hautnahes Theater, neue Texte und aktuelle Themen.
Im Jahr 2010 beschloss der Senat von Berlin, auf der Rückseite des Gebäudekomplexes ein neues Probebühnenzentrum errichten zu lassen. Das L-förmige Gebäude auf dem Hof, vom Architekturbüro Gerkan, Marg und Partner entworfen, besitzt drei Probebühnen übereinander, außerdem Werkstätten, Garderoben- und Büroräume enthalten. Baubeginn des mit rund 9,9 Millionen Euro veranschlagten Neubaus war im Sommer 2013.
Auch international ist das Deutsche Theater erfolgreich präsent. Bei mehr als 200 Gastspiel-Vorstellungen seit 2001 sahen zehntausende Besucher Produktionen wie Emilia Galotti, Faust I, Faust II, Wer hat Angst vor Virginia Woolf? und Die Perser in Europa, Südamerika, USA und Japan. Durch die Offenheit und Vielfalt seines Programms und das Bekenntnis zu großen Schauspielern, Regisseuren und Dramatikern wahrt das DT bis heute seinen historischen Anspruch.
Das Gebäude ist in der Berliner Denkmalliste als Baudenkmal verzeichnet.

## Intendanz (Auswahl)
- 1905 – 1932: Max Reinhardt
- 1934 – 1944: Heinz Hilpert
- 1945 – 1946: Gustav von Wangenheim
- 1946 – 1963: Wolfgang Langhoff
- 1963 – 1969: Wolfgang Heinz
- 1970 – 1972: Hanns Anselm Perten
- 1972 – 1982: Gerhart Wolfram
- 1982 – 1984: Rolf Rohmer
- 1984 – 1991: Dieter Mann
- 1991 – 2001: Thomas Langhoff
- 2001 – 2008: Bernd Wilms
- 2008 – 2009: Oliver Reese
- 2009 – 2023: Ulrich Khuon
- seit 2023: Iris Laufenberg[8]

## Personen

### Operettenzeit
Lina Mayr, Anna Schramm

### Reinhardt-Ära
Zum Ensemble des Deutschen Theaters gehörten unter der Intendanz von Max Reinhardt u. a. folgende Schauspieler:
Lída Baarová, Ewald Balser, Elisabeth Bergner, Curt Bois, Paul Dahlke, Marlene Dietrich, Käthe Dorsch, Tilla Durieux, Willy Fritsch, Gustav Fröhlich, Otto Gebühr, Heinrich George, Dolly Haas, Paul Henckels, Eduard Hermann, Lucie Höflich, Paul Hörbiger, Marianne Hoppe, Brigitte Horney, Emil Jannings, Friedrich Kayssler, Eugen Klöpfer, Hermine Körner, Kurt Lieck, Harry Liedtke, Theodor Loos, Evelyn Meyka, Alexander Moissi, Grete Mosheim, Max Pallenberg, Erich Ponto, Fritz Rasp, Leni Riefenstahl, Heinz Rühmann, Adele Sandrock, Sybille Schmitz, Conrad Veidt, Elsa Wagner, Hermann Wedekind, Paul Wegener, Mathias Wieman und Eduard von Winterstein.
Gustaf Gründgens arbeitete hier von 1928 bis 1933 als Regisseur.

### Hilpert und von Wangenheim – Drittes Reich und Nachkriegszeit
Heinz Hilpert (1934–1944), Gustav von Wangenheim (1945–1946)

### In der DDR
Als Regisseure waren u. a. tätig:
Benno Besson, Adolf Dresen, Wolfgang Heinz, Alexander Lang, Thomas Langhoff, Wolfgang Langhoff, Heiner Müller, Friedo Solter, Rolf Winkelgrund.
Autoren des Hauses waren u. a. Peter Hacks, Heinar Kipphardt und Armin Stolper.
Bekannte Schauspieler waren u. a.:
Barbara Adolph, Reimar Johannes Baur, Margit Bendokat, Gerhard Bienert, Kurt Böwe, Peter Dommisch, Horst Drinda, Fred Düren, Eberhard Esche, Dieter Franke, Christian Grashof, Herwart Grosse, Elsa Grube-Deister, Jörg Gudzuhn, Horst Hiemer, Ursula Karusseit, Inge Keller, Katrin Klein, Volkmar Kleinert, Dietrich Körner, Ulrike Krumbiegel, Rolf Ludwig, Lisa Macheiner, Dieter Mann, Dagmar Manzel, Otto Mellies, Ulrich Mühe, Irma Münch, Katja Paryla, Erika Pelikowsky, Harry Pietzsch, Klaus Piontek, Käthe Reichel, Gudrun Ritter, Johanna Schall, Barbara Schnitzler, Christine Schorn,  Friedo Solter, Bernd Stempel, Lissy Tempelhof, Hilmar Thate, Ulrich Thein, Jutta Wachowiak, Eduard von Winterstein, Simone von Zglinicki.
Theaterkapellmeister und -komponist war Reiner Bredemeyer; als Musiker waren u. a. die Gitarristen Willi Schlinske und Gundula Sonsalla (1944–1999) beschäftigt.

### Nach der deutschen Wiedervereinigung
Regisseure sind u. a.:
Andreas Dresen, Barbara Frey, Jürgen Gosch, Dimiter Gotscheff, Alexander Lang, Thomas Langhoff, Johanna Schall und Michael Thalheimer.
Auf der Bühne stehen u. a. Constanze Becker, Margit Bendokat, Samuel Finzi, Jörg Gudzuhn, Nina Hoss, Ingo Hülsmann, Jürgen Huth, Inge Keller, Katrin Klein, Wolfram Koch, Sven Lehmann, Dieter Mann, Ulrich Matthes, Otto Mellies, Dagmar Manzel, Harry Pietzsch, Käthe Reichel, Gudrun Ritter, Barbara Schnitzler, Götz Schubert, Bernd Stempel, Valery Tscheplanowa, Jutta Wachowiak, Simone von Zglinicki.
Als Gäste wurden u. a. Ben Becker, Meike Droste, Martina Gedeck, Corinna Harfouch, Sophie Rois und Angela Winkler engagiert.

### Ehrenmitglieder
| - 1928: Konstantin Stanislawski - 1928: Wladimir Nemirowitsch-Dantschenko - 1945: Eduard von Winterstein - 1945: Albert Bassermann - 1945: Gertrud Eysoldt - 1945: Paul Wegener - 1946: Lucie Höflich - 1950: Gerda Müller - 1957: Willy A. Kleinau - 1959: Karl Ruppert - 1960: Ernst Busch - 1965: Heinz Hilpert - 1965: Wolfgang Langhoff | - 1970: Tilla Durieux - 1973: Max Reinhardt - 1975: Wolfgang Heinz - 1975: Hans Otto - 1979: Heinrich Kilger - 1981: Otto Brahm - 1985: Elisabeth Bergner - 2000: Inge Keller - 2004: Dieter Mann - 2008: Fred Düren - 2009: Jürgen Gosch - 2012: Thomas Langhoff - 2018: Christian Grashof - 2023: Margit Bendokat |

siehe auch: Tafel im Foyer des Deutschen Theaters